# Schlendrian
Als Schlendrian wird umgangssprachlich eine langsame, träge, nachlässige und dadurch ineffektive und fehleranfällige Arbeitsweise verstanden. Der Schlendrian entsteht meist durch mangelnde Motivation und/oder zu ausgeprägte Routine bei der Arbeit. Man spricht dann davon, bei der Arbeit habe sich „der Schlendrian eingeschlichen“. Ebenso spricht man nach einem vergeblichen innovativen Vorstoß vom „alten Schlendrian“, wenn sich anschließend nichts ändert.
Etymologisch leitet sich der erste Teil des Wortes vom Niederländischen slenteren (sehr langsam rumlaufen, schlendern) ab, das im Deutschen zur Bezeichnung eines gemächlichen, ziellosen Gehens wurde. Der zweite Wortbestandteil „ian“ entstammt vielleicht dem frühneuhochdeutschen „jan“ (Arbeitsgang).

## Adaptionen
In der von Picander getexteten und um 1734 von Johann Sebastian Bach vertonten heiteren Kaffeekantate ist „Herr Schlendrian“ der Vater eines jungen Mädchens namens Liesgen, der ihr das Kaffeetrinken verbieten will. Liesgen willigt erst ein, als ihr der Vater eine Heirat verspricht. Heimlich lässt Liesgen jedoch verbreiten, dass sie nur einen Mann will, der nichts gegen Kaffee hat. Bei Liesgen will sich also erneut der „alte Schlendrian“ einschleichen.
Auch im Zeit-Marsch (Sang der Gesänge), Text: Wladimir Majakowski (dt.: Hugo Huppert); Musik: Hanns Eisler werden in der letzten Strophe „Faulheit und Schlendrian“ der alten Gewohnheit gleichgestellt.
Die Punk-Band Feeling B verwendete das Wort in ihrem Song Schlendrian als Beschreibung für ihr nicht an die DDR angepasstes Lebensgefühl: „Wenn ich nicht bezahlen kann, so wird der Wirt gelinkt.“
Im englischen Original des siebten Romans der Aubrey-Maturin-Serie („The Surgeon’s Mate“, deutscher Titel „Verfolgung im Nebel“) ist Schlendrian der Name eines deutschen Naturforschers, den Stephen Maturin im Nachgang seines Vortrages am Institut de France kennenlernt. Ohne dass ein Vorname genannt würde, wird er als Mann mit langem schwarzen Bart, als tiefgründiger Gelehrter und herausragende deutsche Autorität für romanische Sprachen beschrieben. Schlendrian ist auffallend traurig und berichtet Maturin nach dem kurzen Austausch von Höflichkeiten vom Tod eines gemeinsamen Freundes, der für den weiteren Verlauf der Erzählung bedeutsam ist.